# Bunaea nubica
Bunaea nubica är en fjärilsart som beskrevs av Jordan 1910. Bunaea nubica ingår i släktet Bunaea och familjen påfågelsspinnare. Inga underarter finns listade i Catalogue of Life.